# Железнодорожная линия Выборг — Вещево
Выборг — Вещево — Мичуринское — железнодорожная линия протяжённостью 70 километров, построенная в конце 1920-х годов на территории независимой Финляндии. Планировалось довести её до станции Сосново, тем самым соединить Выборгское и Приозерское направления. Участок Мичуринское — Сосново достроен не был, линия так и осталась тупиковой. После войны была восстановлена только от Выборга до Житково. В 2001 году был закрыт и перегон Вещево — Житково. В 2012 году рельсы на участке от Лазаревки до Вещево, протяжённостью 21 километр, были демонтированы практически на всём протяжении. Сохранились пути только на станции Вещево и в районе остановочного пункта Перово.

## История

### В составе Финляндии
Решение о строительстве железной дороги Viipuri (ныне Выборг) — Heinjoki (ныне Вещево) — Ristseppälä (ныне Житково) — Äyräpää (ныне Барышево) — Valkjärvi (ныне Мичуринское) было принято правительством Финляндии в 1919 году.
Первоначально линия была государственной. Линия пролегала недалеко от границы с Советским Союзом и имела важное стратегическое значение, способствовала развитию сельского хозяйства и промышленности на юго-востоке страны.
В 1936 году в Сейме рассматривался проект строительства ответвления до станции Мюллюпельто. Однако проект принят не был. В дальнейшем идею строительства этого ответвления поднимали ещё раз, однако все дальнейшие работы по проектированию прервала Зимняя война.
В том же году в Сейме рассматривался ещё и проект продления ветки от Valkjärvi (ныне Мичуринское) до Rautu (ныне Сосново). Но из-за Зимней войны работа и над этим проектом была прервана. После окончания Зимней войны, дорогу пытался достроить Советский Союз, но летом 1941 года начинается новая — Великая Отечественная — война. Этот участок железной дороги так и не достроили.
Участок Liimatta (ныне Лазаревка) — Äyräpää (ныне Барышево) протяжённостью 45 км был открыт для движения поездов 1 ноября 1928 года, а участок Äyräpää (ныне Барышево) — Valkjärvi (ныне Мичуринское) (25 км) — 1 января 1930 года.

### В периодСоветско-финской войны
30 ноября 1939 началась Зимняя война. За три месяца ценой огромных потерь был захвачен Карельский перешеек, железнодорожная линия Выборг — Мичуринское, согласно Московскому мирному договору, перешла к СССР.
В 1941 году Финляндия восстановила контроль над территориями, утраченными в 1940 году. В 1944 году территория Карельского перешейка, Северного Приладожья и района Печенги окончательно перешла к Советскому Союзу.
В годы войны ветка подверглась серьёзным разрушениям и в послевоенное время была восстановлена только на участке Лазаревка (Liimatta) — Житково (Ristseppälä).

### Постсоветский период
По состоянию на лето 1996 года, на линии Выборг — Житково существовало пассажирское и грузовое движение. Были в ходу три пары пригородных поездов Выборг — Житково: 5:10 — 6:13, 15:05 — 16:08, 18:20 — 19:24, обратно 6:31 — 7:36, 16:17 — 17:20, 19:36 — 20:42. На маршруте работали четырёхвагонные дизель-поезда Д1.
В 1999 году пассажирское движение на железной дороге Выборг — Житково было прекращено из-за плохого состояния пути. С тех пор движения на перегоне Вещево — Житково не было, на станции Вещево поддерживалась минимальная грузовая работа (вывоз груза из балластного карьера 3-4 раза в неделю).
С 24 апреля 2000 года на линии было восстановлено пассажирское движение, но только до станции Вещево: две пары поездов, утром — ежедневно, вечером — по рабочим дням. Однако 27 апреля движение было вновь прекращено.
По состоянию на май 2000 года, на перегоне Вещево — Житково рельсы были украдены на протяжении нескольких сотен метров. На подъезде к станции Житково сохранился семафор, на станции стояли разбитые вагоны дизель-поездов Д1.

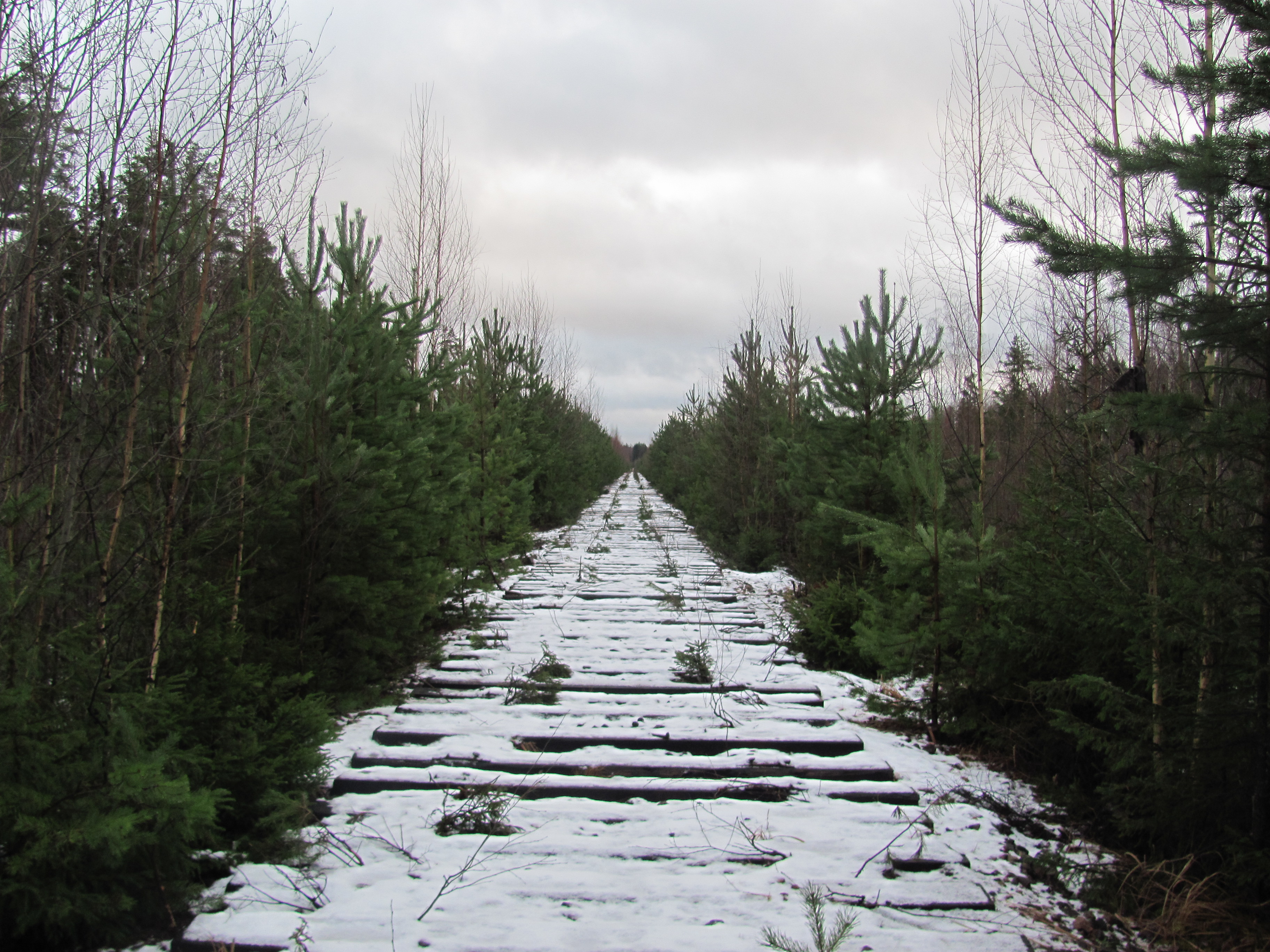
участок между о.п. Перово и о.п. Осиновка со снятыми рельсами

26 мая 2000 года движение пригородных поездов сообщением Выборг — Вещево было вновь возобновлено. А оборудованный настоящими семафорами перегон Вещево — Житково (последний на Карельском перешейке) в 2001 году был окончательно разобран (уже силами МПС).
По состоянию на май 2005 года, пригородный поезд сообщением Выборг — Вещево курсировал дважды в сутки (только по рабочим дням), утром и вечером. Поезд состоял из тепловоза М62 и двух пассажирских вагонов. Линией пользовались в основном жители посёлков Перово и Вещево для поездок к месту работы — в город Выборг, этим было обусловлено отсутствие движения в выходные дни.
Промежуточных раздельных пунктов на линии к тому времени не осталось, бывшая станция Перово представляла собой остановочный пункт. На остановочных пунктах Кархусуо, Перово и Вещево сохранились финские платформы, сложенные из крупных грубо отёсанных гранитных блоков.
По состоянию на 2008 год, являлся одним из самых убыточных малодеятельных участков Октябрьской железной дороги, развитие которого было признано нецелесообразным после принятия решения о строительстве железнодорожной линии Лосево — Каменногорск.
1 апреля 2009 года пассажирское движение на линии Выборг — Вещево было окончательно закрыто. По состоянию на начало 2012 года железная дорога была частично разобрана.

## Краткое описание
Ветка полностью выведена из эксплуатации. На ней было 5 остановочных пунктов: Кархусуо, 5 км, Перово, Осиновка, Вещево.

### Кархусуо
Платформа Кархусуо расположена на территории Выборгского городского поселения, близ посёлка Светлое. Платформа располагалась с северной стороны пути.

### 5 км
Остановочный пункт «5-й километр» находится около одного из садоводств, входит в черту города Выборга. Платформа была демонтирована.

### Перово

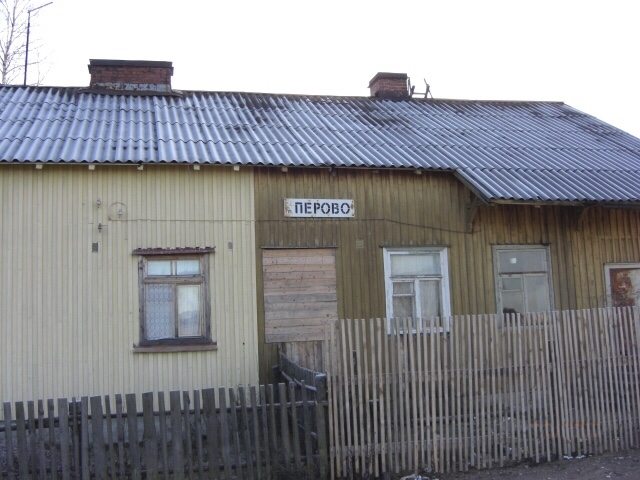
Бывшее станционное здание в Перово

Бывшая станция, позднее остановочный пункт Перово расположена в одноимённом посёлке. На станции сохранилась платформа финской постройки. Деревянное здание вокзала расположено с южной стороны железнодорожного полотна. Вокзал был построен в 1928 году, ныне закрыт.

### Осиновка
Остановочный пункт Осиновка расположен в одноимённом нежилом посёлке. На остановочном пункте сохранился фундамент вокзала. Остатки платформы были окончательно демонтированы. Вокзал был построен в 1928 году, в начале 90-х годов XX века разобран на доски и растащен.
Ранее остановочный пункт являлся разъездом. В начале 1990-х разъезд был упразднён.

### Вещево
Станция Вещево расположена на 21-м километре, в одноимённом пристанционном посёлке. На станции 4 пути, финская платформа. С 2001 года — конечная станция на ветке. Вокзал ныне разграблен и заброшен.

### Житково
После прекращения движения на перегоне Вещево — Житково на станции Житково остались несколько вагонов дизель-поездов Д1. Потом рельсы на перегоне местами украли, движение по перегону оказалось невозможным, и вагоны оказались отрезанными от «внешнего мира». Ныне в посёлке Житково от станции осталась лишь платформа финской постройки, вагоны дизель-поездов Д1 растаскали на металлолом.

### Мичуринское
В посёлке Мичуринское от железной дороги остались платформа финской постройки и здание бывшего паровозного депо с поворотным кругом, однако территория бывшей станции активно застраивается, а остатки депо уничтожаются.
На месте участка Житково — Барышево — Мичуринское проходит лесная дорога.